# Buxton (Dakota du Nord)
Pour les articles homonymes, voir Buxton.
La ville américaine de Buxton est située dans le comté de Traill, dans l’État du Dakota du Nord. Selon le recensement de 2010, sa population s’élève à 323 habitants.

## Histoire
Buxton a été fondée en 1880. Elle fait partie de l’agglomération de Grand Forks.

## Démographie
| 1930 | 1940 | 1950 | 1960 | 1970 | 1980 |
| ---- | ---- | ---- | ---- | ---- | ---- |
| 410  | 404  | 387  | 321  | 235  | 336  |

| 1990 | 2000 | 2010 | - | - | - |
| ---- | ---- | ---- | - | - | - |
| 343  | 350  | 323  | - | - | - |